# 싱가포르의 공영 주택
싱가포르의 공영 주택은 싱가포르 정부가 보조금을 지원하고 건설하며 관리한다. 1930년대부터 싱가포르 개선 신탁(SIT)에 의해 당시 영국의 공영 주택 프로젝트와 유사한 방식으로 국내 최초의 공영 주택이 건설되었으며, 1950년대 후반부터 불법 거주자 재정착을 위한 주택이 건설되었다. 1960년대 SIT의 후신인 주택개발위원회(HDB)의 지휘 하에 기본 편의 시설을 갖춘 소형 유닛으로 구성된 공영 주택이 가능한 한 빠르고 저렴하게 고밀도로 건설되었으며 재정착 계획에 사용되었다. 1960년대 후반부터 주택사업은 품질에 더 중점을 두었고, 신도시에는 공영주택이 건설되었으며, 주민들이 아파트를 임대할 수 있는 제도가 도입되었다. 1970년대와 1980년대에 걸쳐 중산층을 위한 더 많은 공영 주택 옵션이 제공되었고 주택 단지 내에서 지역 사회 결속력을 높이려는 노력이 이루어졌다. 1990년대부터 정부는 공영주택을 자산으로 인식하기 시작했고, 대규모 업그레이드 계획을 도입하고 공영주택 재판매에 대한 규제를 완화했으며 샌드위치 계층과 노인 거주자를 위한 추가 주택 프로그램을 도입했다. 2000년대 들어 주택가격 상승으로 인해 공영주택이 투자로 인식되고, 신기술과 친환경 기능이 택지에 접목됐다.
2020년대 초, 싱가포르의 공영 주택은 주택 블록 인근에 서비스를 제공하는 자립형 공동체인 신도시에 위치하며 주민이 소유하거나 임대한다. 임차인이 거주하는 공영 주택은 99년 임대 계약으로 판매되며 특정 제한 사항에 따라 민간 재판매 시장에서 판매될 수 있다. 임대 주택은 소규모 단위로 구성되며 주로 저소득 가구를 대상으로 한다. 저소득층 아파트 구매 신청자에게 주택 보조금을 제공하고, 노인 주택 소유자를 위해 임대 기간이 짧은 아파트와 임대 수익화 제도를 시행했다. 주택단지는 타운 의회에서 관리 및 유지관리하며, 오래된 주택단지는 부동산 재개발 전략에 따라 주택개발위원회에서 개선한다.
2020년 현재 싱가포르 거주자의 78.7%가 공영 주택에 거주하고 있으며, 이는 2000년의 88.0%에 비해 감소한 수치이다.

## 같이 보기
- 주택개발위원회
- 공영 주택
- 홍콩의 공영 주택